# Comunidad de comunas del Centro de Argonne
La Comunidad de comunas del Centro de Argonne (Communauté de communes du Centre Argonne en francés), es una estructura intercomunal francesa situada en el departamento francés de Mosa de la región de Lorena.

## Historia
Fue creada el 1 de enero de 2001 con la unión de las catorce comunas del antiguo cantón de Clermont-en-Argonne y una de las doce comunas del antiguo cantón de Varennes-en-Argonne, y que actualmente pertenecen al nuevo cantón de Clermont-en-Argonne.

## Nombre
Debe su nombre a que dicha comunidad se halla en el centro de la región de Argonne.

## Composición
La Comunidad de comunas reagrupa 15 comunas:
| Comuna              | Código INSEE | Cantón              | Población (2012) | Superficie (km²) | Densidad (hab./km²) |
| ------------------- | ------------ | ------------------- | ---------------- | ---------------- | ------------------- |
| Aubréville          | 55014        | Clermont-en-Argonne | 397              | 28,99            | 14                  |
| Brabant-en-Argonne  | 55068        | Clermont-en-Argonne | 103              | 7,79             | 13                  |
| Brocourt-en-Argonne | 55082        | Clermont-en-Argonne | 47               | 6,71             | 7                   |
| Clermont-en-Argonne | 55117        | Clermont-en-Argonne | 1548             | 66,94            | 23                  |
| Dombasle-en-Argonne | 55155        | Clermont-en-Argonne | 432              | 11,68            | 37                  |
| Froidos             | 55199        | Clermont-en-Argonne | 100              | 8,74             | 11                  |
| Futeau              | 55202        | Clermont-en-Argonne | 165              | 1,73             | 95                  |
| Jouy-en-Argonne     | 55253        | Clermont-en-Argonne | 818              | 5,55             | 147                 |
| Lachalade           | 55266        | Clermont-en-Argonne | 71               | 19,45            | 3,7                 |
| Le Claon            | 55116        | Clermont-en-Argonne | 54               | 7,32             | 7,4                 |
| Le Neufour          | 55379        | Clermont-en-Argonne | 78               | 0,92             | 85                  |
| Les Islettes        | 55253        | Clermont-en-Argonne | 818              | 5,55             | 147                 |
| Neuvilly-en-Argonne | 55383        | Clermont-en-Argonne | 214              | 18,32            | 12                  |
| Rarécourt           | 55416        | Clermont-en-Argonne | 212              | 15,41            | 14                  |
| Récicourt           | 55419        | Clermont-en-Argonne | 173              | 13,70            | 13                  |

## Competencias
La comunidad es un organismo público de cooperación intercomunal.
Sus recursos provienen del impuesto sobre los rendimientos del trabajo único, del sistema de contribuciones que se aplica a los residuos y asignaciones y subvenciones de diversos socios.
Sus competencias en general se centran en el desarrollo económico, medio ambiental, de empleo y los servicios comunitarios a los habitantes:
- Ordenación del Territorio
  - Plan de Coherencia Territorial (SCOT, en francés) (a título obligatorio).
  - Plan Sectorial (a título obligatorio).
- Desarrollo y organización económica
  - Acción de desarrollo económico de las actividades industriales, comerciales o de empleo, (apoyo de las actividades agrícolas y forestales...) (a título obligatorio).
  - Creación, organización, mantenimiento y gestión de zonas de actividades industriales, comerciales, terciario, artesanal o turístico (a título obligatorio).
- Desarrollo y organización social y cultural
  - Actividades culturales y socioculturales (a título facultativo).
  - Actividades deportivas (a título facultativo).
  - Construcción y/u organización, mantenimiento, gestión de equipamientos o establecimientos culturales, socioculturales, socioeducativos, deportivos… (a título optativo).
  - Transporte escolar (a título facultativo).
- Medio ambiente
  - Saneamiento no colectivo (a título facultativo).
  - Recogida y tratamiento de los residuos urbanos y asimilados (a título optativo).
  - Protección y valorización del Medio Ambiente (a título optativo).
- Vivienda y hábitat
  - Programa local del hábitat (a título optativo).
- Servicio de vías públicas
  - Creación, organización y mantenimiento del servicio de vías públicas (a título optativo).
- Otros
  - Adquisición comunal de material (a título facultativo).
  - Informática, Talleres vecinales (a título facultativo).